# فیله گوشت

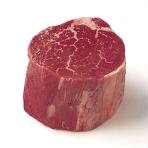
برشی از فیلهٔ گاو

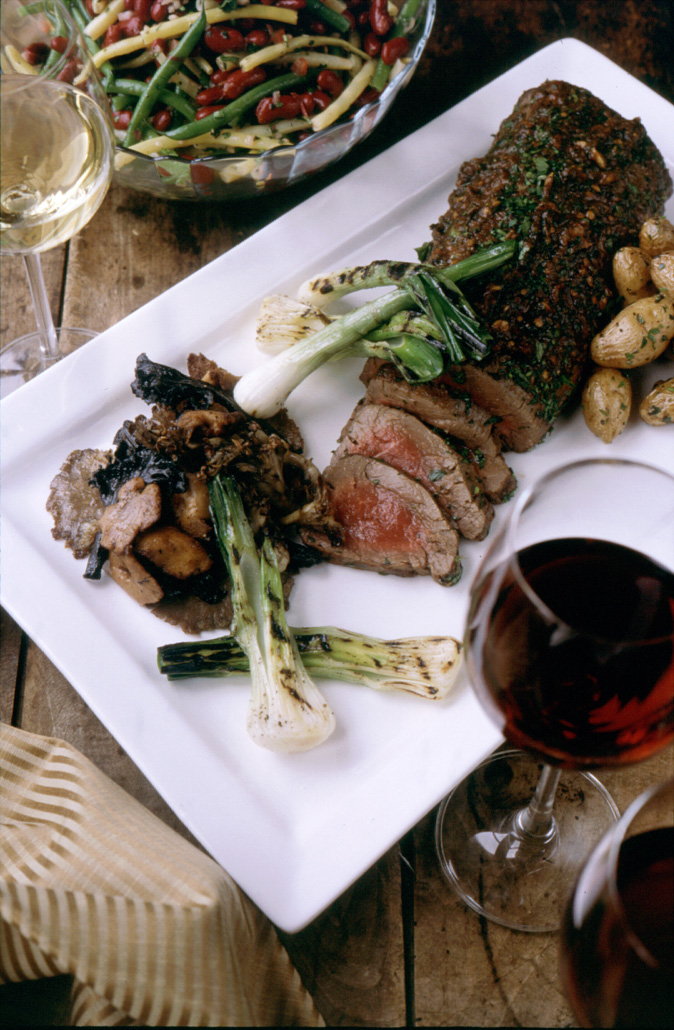
فیلهٔ سرخ‌شده

برش‌های آمریکایی گوشت گاو

فیله گوشت برشی از گوشت گوساله و گوسفند می‌باشد که بسیار لطیف است و مناسب‌ترین گوشت برای تهیهٔ کباب برگ، چنجه و استیک می‌باشد.
فیله گوشت (Tenderloin) در سطح زیرین و کناری ستون مهره‌های کمری و خاجی دام قرار دارد؛ در حالی که راسته (Striploin and cube roll) شامل عضله‌های روی مهره‌های پشتی و کمری تا مجاورت حفرهٔ لگن می‌باشد. در کالبدشناسی عضلهٔ پسواس ماژور معادل فیله می‌باشد. از آن جا که این عضله کمتر به کار گرفته می‌شود، بسیار لطیف می‌باشد.
در آشپزی غربی، فیله گوشت در تهیهٔ غذاهایی مانند استیک، شاتوبریان، بیف استروگانف، کارپاچیو و فیله مینیون به کار برده می‌شود.